# Crabroninae

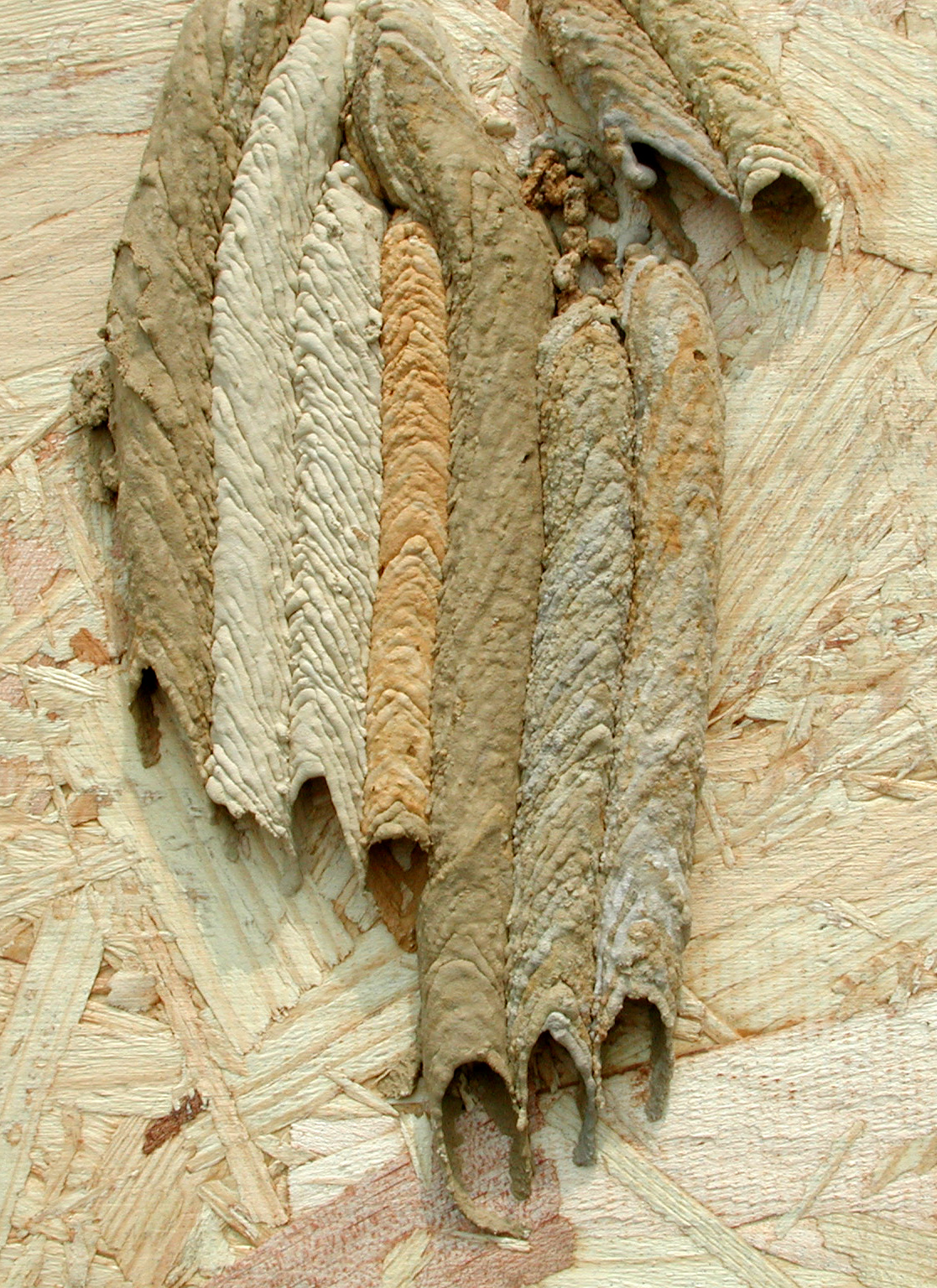
Nest von Trypoxylon politum

Crabroninae ist mit weltweit etwa 2000 Arten die artenreichste Unterfamilie der Crabronidae innerhalb der Grabwespen (Spheciformes). Sie umfasst nach Pulawski (2009) 107 Gattungen in sieben Triben. In Europa ist die Unterfamilie mit 318 Arten in 28 Gattungen vertreten. Zwei Triben sind neotropisch verbreitet, die restlichen haben ihre Verbreitung in der Alten Welt. Das Hauptverbreitungsgebiet ist Afrika.

## Merkmale
Die Unterfamilie Crabroninae umfasst eine große Gruppe von Grabwespen unterschiedlichster Gestalt. Von den übrigen Unterfamilien unterscheidet sie sich durch nur einen Sporn an den Schienen (Tibien) der mittleren Beine und einfache männliche Genitalien, bei denen die Volsella nicht aus Cuspis und beweglichem Digitus besteht.

## Systematik
Im Folgenden werden alle derzeit anerkannten rezenten Subtaxa bis hinunter zur Gattung sowie sämtliche europäischen Arten aufgelistet, wenn diese noch keinen eigenen Gattungsartikel besitzen:
- Tribus Bothynostethini W. Fox, 1894
  - Subtribus Bothynostethina W. Fox, 1894
    - Bothynostethus Kohl, 1894
    - Sanaviron Vardy, 1987
    - Willinkiella Menke, 1968

  - Subtribus Scapheutina Menke, 1968
    - Bohartella Menke, 1968
    - Scapheutes Handlirsch, 1887

- Tribus Crabronini Latreille, 1802
  - Subtribus Anacrabronina Ashmead, 1899
    - Anacrabro Packard, 1866
    - Encopognathus Kohl, 1897
      - Encopognathus braunsi Mercet, 1915

    - Entomocrabro Kohl, 1905
    - Entomognathus Dahlbom, 1844

  - Subtribus Crabronina Latreille, 1802

- -     - Alinia Antropov, 1993
    - Arnoldita Pate, 1948
    - Chimila Pate, 1944
    - Chimiloides Leclercq, 1951
    - Crabro Fabricius, 1775
    - Crorhopalum Tsuneki, 1984
    - Crossocerus Lepeletier de Saint Fargeau & Brullé, 1835
    - Dasyproctus Lepeletier de Saint Fargeau & Brullé, 1835
      - Dasyproctus fortunatus Beaumont, 1968

    - Echucoides Leclercq, 1957
    - Ectemnius Dahlbom, 1845
    - Enoplolindenius Rohwer, 1911
    - Eupliloides Pate, 1946
    - Foxita Pate, 1942
    - Hingstoniola Turner & Waterston, 1926
    - Holcorhopalum Cameron, 1904
    - Huacrabro Leclercq, 2000
    - Huaeva Pate, 1948
    - Isorhopalum Leclercq, 1963
    - Krombeinictus Leclercq, 1996
    - Leclercqia Tsuneki, 1968
    - Lecrenierus Leclercq, 1977
    - Lestica Billberg, 1820
    - Lindenius Lepeletier de Saint Fargeau & Brullé, 1835
    - Minicrabro Leclercq, 2003
    - Moniaecera Ashmead, 1899
    - Neodasyproctus Arnold, 1926
    - Notocrabro Leclercq, 1951
    - Odontocrabro Tsuneki, 1971
    - Pae Pate, 1944
    - Papurus Tsuneki, 1983
    - Parataruma Kimsey, 1982
    - Pericrabro Leclercq, 1954
    - Piyuma Pate, 1944
    - Piyumoides Leclercq, 1963
    - Podagritoides Leclercq, 1957
    - Podagritus Spinola, 1851
    - Pseudoturneria Leclercq, 1954
    - Quexua Pate, 1942
    - Rhopalum Stephens, 1829
    - Tracheliodes A. Morawitz, 1866
      - Tracheliodes curvitarsus (Herrich-Schaeffer, 1841)
      - Tracheliodes quinquenotatus (Jurine, 1807)
      - Tracheliodes varus (Panzer, 1799)

    - Tsunekiola Antropov, 1986
    - Vechtia Pate, 1944,
    - Williamsita Pate, 1947
    - Zutrhopalum Leclercq, 1998

- Tribus Larrini Latreille, 1810
  - Subtribus Gastrosericina André, 1886

- -     - Ancistromma W. Fox, 1893
    - Gastrosericus Spinola, 1839
      - Gastrosericus waltlii Spinola, 1839

    - Holotachysphex de Beaumont, 1940
      - Holotachysphex holognathus (Morice, 1897)
      - Holotachysphex mochii (Beaumont, 1947)

    - Kohliella Brauns, 1910
    - Larropsis Patton, 1892
      - Larropsis asiatica (Gussakovskij, 1935)
      - Larropsis europaeae (Mercet, 1910)
      - Larropsis punctulata (Kohl, 1884)

    - Parapiagetia Kohl, 1897
    - Prosopigastra A. Costa, 1867
      - Prosopigastra bulgarica Pulawski, 1979
      - Prosopigastra creon (Nurse, 1903)
      - Prosopigastra handlirschi Morice, 1897
      - Prosopigastra kohli Mercet, 1907
      - Prosopigastra orientalis Beaumont, 1947
      - Prosopigastra punctatissima A. Costa, 1867
      - Prosopigastra zalinda Beaumont, 1955

    - Tachysphex Kohl, 1883
    - Tachytella Brauns, 1906
    - Tachytes Panzer, 1806

- - Subtribus Larrina Latreille, 1810
    - Dalara Ritsema, 1884
    - Dicranorhina Shuckard, 1840
    - Larra Fabricius, 1793
    - Liris Fabricius, 1804
    - Paraliris Kohl, 1884

- Tribus Miscophini W. Fox, 1894

- -     - Aha Menke, 1977
    - Auchenophorus R. Turner, 1907
    - Larrisson Menke, 1967
    - Lyroda Say, 1837
    - Miscophoidellus Menke, 1976
    - Miscophoides Brauns, 1897
    - Miscophus Jurine, 1807
    - Namiscophus Lomholdt, 1985
    - Nitela Latreille, 1809
    - Paranysson Guérin-Méneville, 1844
    - Plenoculus W. Fox, 1893
      - Plenoculus beaumonti de Andrade, 1957

    - Saliostethoides Arnold, 1924
    - Saliostethus Brauns, 1897
    - Sericophorus F. Smith, 1851
    - Solierella Spinola, 1851
    - Sphodrotes Kohl, 1889

- Tribus Oxybelini Leach, 1815

- -     - Belarnoldus Antropov, 2007
    - Belokohlus Antropov, 2007
    - Belomicrinus Antropov, 2000
      - Belomicrus antennalis Kohl, 1899
      - Belomicrus borealis Forsius, 1923
      - Belomicrus gataensis Gayubo, Asis & Tormos, 1998
      - Belomicrus italicus A. Costa, 1871
      - Belomicrus odontophorus Kohl, 1892
      - Belomicrus parvulus Radoszkowski, 1877
      - Belomicrus steckii Kohl, 1923

    - Belomicroides Kohl, 1899
    - Belomicrus A. Costa, 1871
    - Brimocelus Arnold, 1927
    - Enchemicrum Pate, 1929
    - Gessus Antropov, 2001
    - Guichardus Antropov, 2007
    - Minimicroides Antropov, 2000
    - Nototis Arnold, 1927
    - Oxybelomorpha Brauns, 1897
    - Oxybelus Latreille, 1797
    - Pseudomicroides Antropov, 2001
      - Pseudomicroides elvirae (Gayubo, 1982)
      - Pseudomicroides fergusoni (Beaumont, 1960)

    - Wojus Antropov, 1999

- Tribus Palarini Schrottky, 1909
  -     - Mesopalarus Brauns, 1899
    - Palarus Latreille, 1802

- Tribus Trypoxylini Lepeletier de Saint Fargeau, 1845
  -     - Aulacophilinus Lomholdt, 1980
    - Aulacophilus F. Smith, 1869
    - Pison Jurine in Spinola, 1808
      - Pison atrum (Spinola, 1808)
      - Pison carinatum R. Turner, 1917
      - Pison fasciatum (Radoszkowski, 1876)
      - Pison sericeum Kohl, 1888

    - Pisonopsis W. Fox, 1893
    - Pisoxylon Menke, 1968
    - Trypoxylon Latreille, 1796

## Belege